# Армавир (Јерменија)
Армавир (јерм. Արմավիր) је град у југозападном делу Јерменије и административни центар марза Армавир. Град се налази у подручју Араратске низије, на јужним обронцима планине Арагац, 40 км западно од Јеревана.
У близини данашњег града (на удаљености од 15 км јужније) налазе се остаци древног града Агриштихинилија којег је основао урартски владар Агришти I у 8. веку пре нове ере. Антички Армавир је био прва престоница Јерменског краљевства.
У близини града је у периоду 21—29. маја 1918. вођена Сардарапатска битка која је довела до заустављања инвазије Турака ка унутрашњости источне Јерменије.
Град је до 1932. носио име Сардарапат када је преименован у Октемберјан у част Октобарске револуције у Русији 1917. године. Град је након распада Совјетског Савеза преименован у данашњи Армавир.
Према службеним резултатима пописа из 2001. у граду је живело 32.034 становника, а у 2010. тај број се процењује на 33.800 становника.

## Градови побратими
- Армавир, Краснодарски крај, Русија
- Феодосија, Крим, Украјина (од 2008)
- Деир ез Зор, Сирија (од 2010)